# Ö3-Mikromann
Beim Ö3-Mikromann handelt es sich um eine Radiosendung, die im Rahmen des Ö3-Weckers am Sender Ö3 übertragen wird. Der Moderator Tom Walek befragt mittels Vox pop dabei Passanten auf der Straße in einer oft ironischen und sarkastischen Weise. Ausgestrahlt werden die peinlichsten Antworten, die beim Ö3-Publikum Belustigung bis Fremdscham auslösen. 
Die Passanten werden mit Fragen konfrontiert, die offensichtlich Scherzfragen sind, aber leicht missverstanden werden können. Offenbar durch den Umstand einer „Radioaufnahme“ nervös gemacht tappen viele in die Falle und geben lustige Antworten auf die ernst gestellte Frage. So vermuteten etwa viele bei der Frage „Soll die Pistenraupe unter Naturschutz gestellt werden?“ hinter der Pistenraupe nicht ein Gerät zur Präparierung von Schipisten, sondern fälschlicherweise eine gefährdete Tierart oder „Wie viel Achtel hat ein Vier-Viertel-Takt?“
In der Regel werden die Fragen so gestellt, dass man genau merkt, ob die Leute keine Ahnung vom jeweiligen Thema haben und trotzdem so tun, als ob sie sich auskennen würden.
Seit neuerem werden auch ganz einfache Fragen gestellt, die von vielen nicht gewusst werden. Anlässlich Weihnachten 2007 waren dies zum Beispiel:
- Wie heißt der Sohn von Maria und Joseph?
- Wie heißen Maria und Joseph mit Vornamen?
- Was wird zu Weihnachten gefeiert?
- Wie buchstabiert man Christkind?